# كاماغواي
كاماغواي (بالإنجليزية: Camagüey)‏ هي مدينة، ومستوطنة تتبع كاماغوي . بلغ عدد سكانها 321992 نسمة في 2011 . تبلغ مساحتها 1106000000 متر مربع . ورمزها البريدي هو 70100 .

## معرض صور

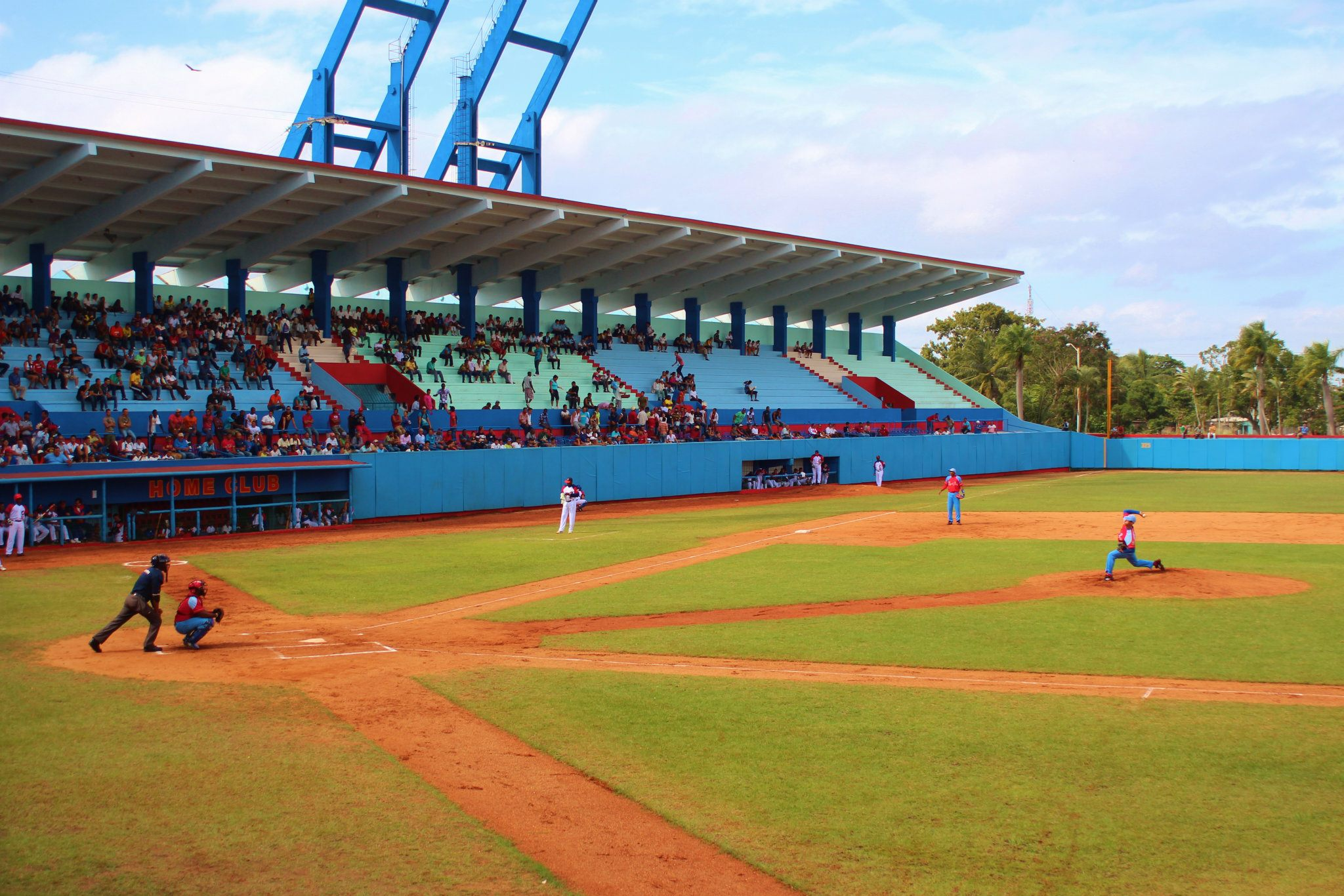
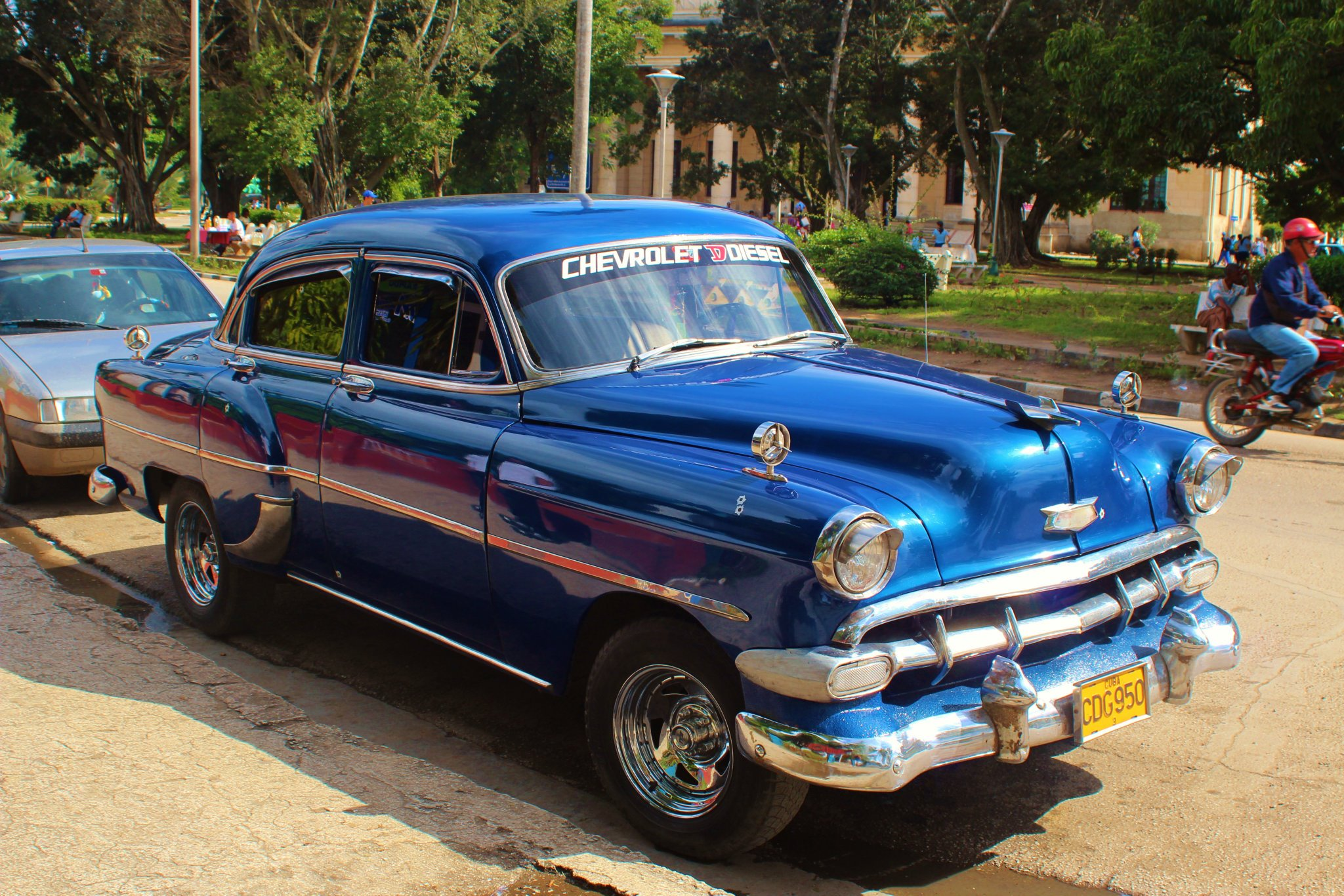
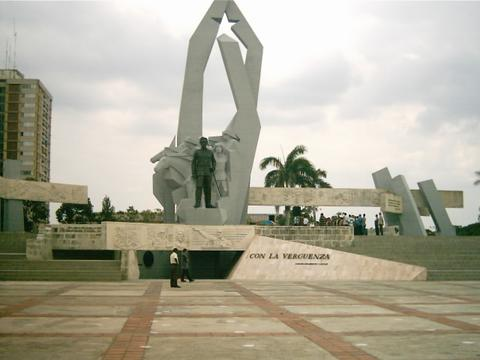
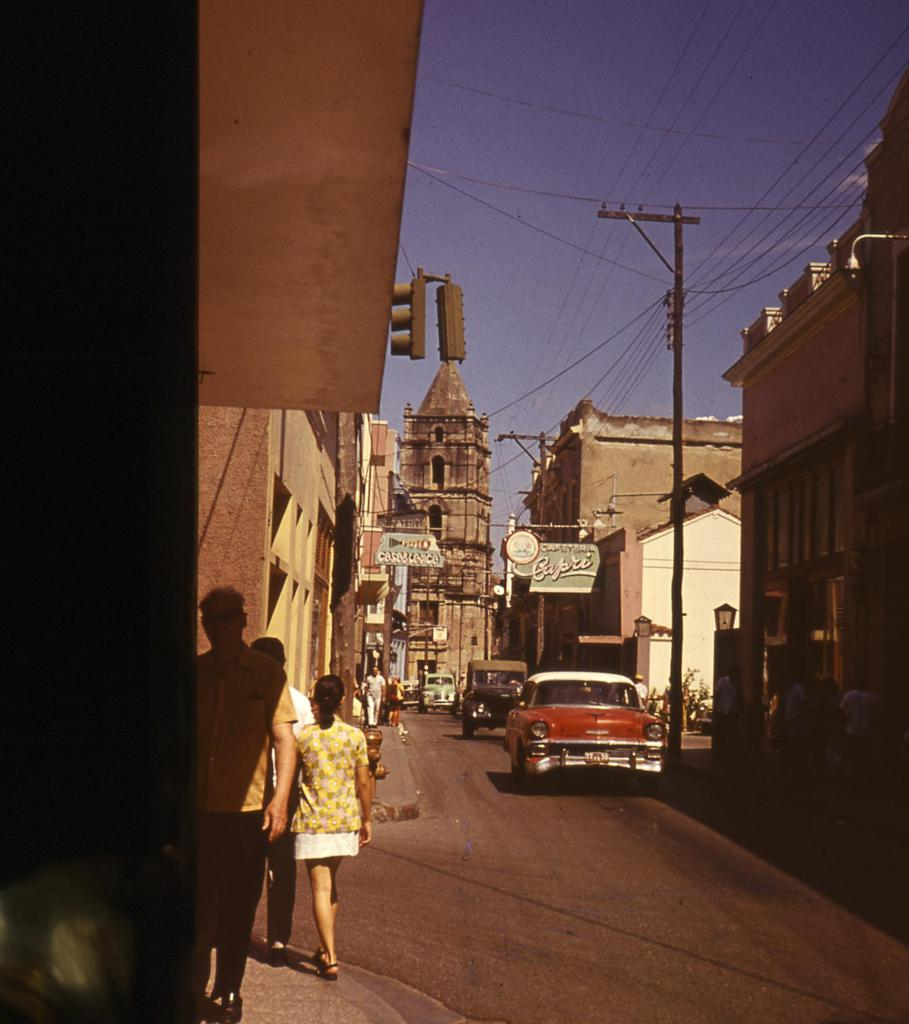
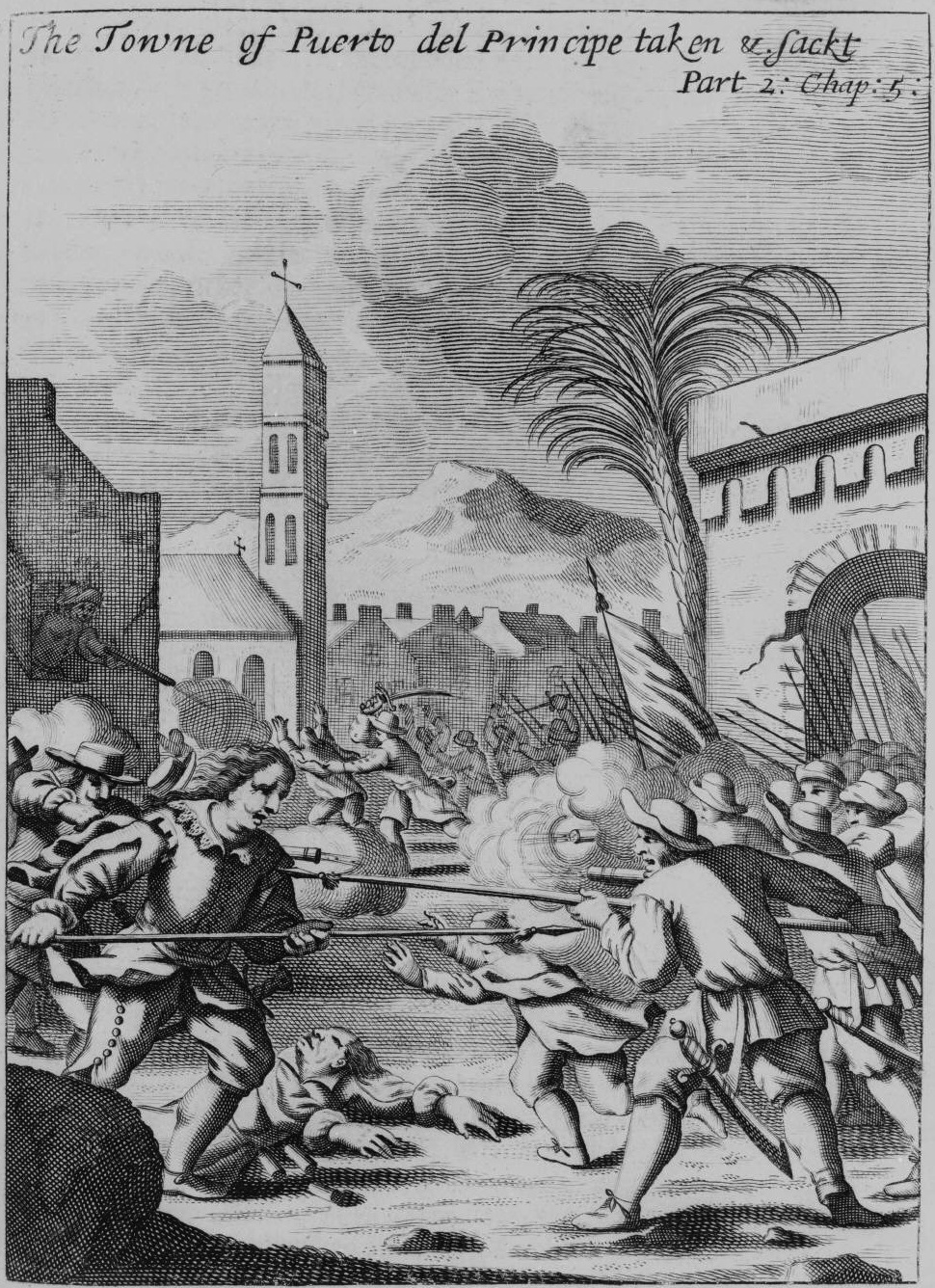

## الموقع
تشترك في الحدود مع:
- Jimaguayú [الإنجليزية]‏
- Esmeralda, Cuba [الإنجليزية]‏
- فلوريدا، كوبا
- Sierra de Cubitas [الإنجليزية]‏
- Sibanicú [الإنجليزية]‏
- Minas, Cuba [الإنجليزية]‏
- Vertientes [الإنجليزية]‏.

## مدن توأم
المدن التوأم:
ماردة
ماديسون، ويسكنسن
ماردة ‏

## أعلام
- إلوي بالاسيوس
- كارلوس فينلي
- أوريليا كاستيلو دي غونزاليس
- نيكولاس غولن
- أدولفو هورتا